# Roberto Chale
Chale  Olarte est un nom espagnol. Le premier nom de famille, en général paternel, est Chale ; le second, en général maternel, souvent omis, est Olarte.
Roberto Carlos Chale Olarte, né le 24 novembre 1946 à Lima et mort le 10 septembre 2024, est un footballeur péruvien qui joue au poste de milieu de terrain offensif. Après sa carrière de joueur, il se reconverti en entraîneur.

## Biographie

### Carrière de joueur

#### En club
Surnommé El Niño Terrible (« l'enfant terrible »), en raison de son caractère fantasque et irascible, Roberto Chale est l'une des idoles de l'Universitario de Deportes de Lima où il a remporté trois championnats comme joueur et deux comme entraîneur (voir palmarès).
Issu du Centro Iqueño au milieu des années 1960, il a également joué au Defensor Lima – où il remporte le championnat 1973 – ainsi qu'au Sport Boys et au Sporting Cristal. En 1978, il est obligé de s'exiler en Équateur, à l'Universidad Católica, à cause d'une suspension d'un an due à une agression sur un arbitre.

#### En équipe nationale
Avec 48 sélections et quatre buts en équipe du Pérou entre 1967 et 1973, il est l'un des joueurs majeurs de la grande équipe péruvienne du début des années 1970, qui a atteint notamment les quarts de finale de la Coupe du monde 1970 au Mexique.
Buts en sélection
| Buts en sélection de Roberto Chale | Buts en sélection de Roberto Chale | Buts en sélection de Roberto Chale       | Buts en sélection de Roberto Chale | Buts en sélection de Roberto Chale | Buts en sélection de Roberto Chale | Buts en sélection de Roberto Chale |
|                                    | Date                               | Lieu                                     | Adversaire                         | Score                              | Résultat                           | Compétition                        |
| ---------------------------------- | ---------------------------------- | ---------------------------------------- | ---------------------------------- | ---------------------------------- | ---------------------------------- | ---------------------------------- |
| 1.                                 | 10 août 1969                       | Estadio Hernando Siles, La Paz (Bolivie) | Bolivie                            | 0-1                                | 2-1                                | QCM 1970                           |
| 2.                                 | 24 février 1970                    | Estadio Nacional, Lima (Pérou)           | Bulgarie                           | 2-1                                | 5-3                                | Amical                             |
| 3.                                 | 15 mars 1970                       | Estadio Azteca, Mexico (Mexique)         | Mexique                            | 1-1                                | 3-1                                | Amical                             |
| 4.                                 | 6 juin 1970                        | Estadio Nou Camp, León (Mexique)         | Maroc                              | 2-0                                | 3-0                                | CM 1970                            |

### Carrière d'entraîneur
Même si son nom reste associé à l'Universitario de Deportes, où il fait le doublé en 1999-2000, Chale a dirigé bon nombre d'équipes au Pérou depuis ses débuts en 1975, sous forme d'intérim, au Defensor Lima. C'est justement au sein de ce dernier club qu'il remporte le championnat de 2e division en 1988.
En 1985, il remplace Moisés Barack comme sélectionneur du Pérou durant les qualifications à la Coupe du monde 1986.

## Palmarès

### Palmarès de joueur
| Universitario de Deportes - Championnat du Pérou (3) : - Champion : 1966, 1967 et 1969. |  | Defensor Lima - Championnat du Pérou (1) : - Champion : 1973. |

### Palmarès d'entraîneur
| Universitario de Deportes - Championnat du Pérou (2) : - Champion : 1999 et 2000. |  | Defensor Lima - Championnat du Pérou D2 (1) : - Champion : 1988. |